# پدرو د ریبرا
 پدرو د ریبرا (انگلیسی: Pedro de Ribera؛ ۴ اوت ۱۶۸۱ – ۱۷۴۲) یک معمار اهل اسپانیا بود.